# Сахнівка (Чернігівський район)
Сахнівка (з 1924 по 2016 — Ленінівка) — село в Україні, в Чернігівському районі (до 2020 року Менський район) Чернігівської області. Входить до складу Березнянської селищної громади. Населення становить 836 осіб.
Село розташоване на витоках річки Снову, що впадає в Десну. З півночі до хат підступають луки з озерцями та рудками, а за ними густий ліс.

## Історія
У к. 17 ст. відносилось до Седнівської сотні Чернігівського полку. 3 березня 1690 р. російські царі  Іван і Петро Олексійовичі, на прохання гетьмана Івана Мазепи, дарують колишньому чернігівському судді Пантелеймону Радичу, за особисту хоробрість у війнах з Туреччиною участь у кримських походах с. Сахнівку Седнівської сотні.
До 2016 року село Сахнівка носило назву Ленінівка.
До 2020 року орган місцевого самоврядування — Сахнівська сільська рада.

## Відомі люди
В селі народилися:
- Мироненко Петро Павлович (нар. 1946) — український художник.
- Ткач Микола Михайлович (нар. 1942) — український поет і етнолог, кандидат історичних наук, професор Київського університету культури і мистецтв. Член НСПУ.
- Ткач Михась (Михайло) Михайлович (нар. 1937) — український прозаїк, журналіст, головний редактор журналу «Літературний Чернігів». Заслужений працівник культури України.